# Театр Рэя Брэдбери
Театр Рэя Брэдбери (англ. The Ray Bradbury Theater) — антологический сериал, который проходил в течение двух сезонов на канале HBO с 1985 по 1986 год и четырех дополнительных сезонов в сети США с 1988 по 1992 год. Позднее он был показан в повторах на канале Sci Fi, а затем в сети ретро-телевидения.

## Награды и номинации
Номинации: Прайм-тайм премия «Эмми» в номинации «Лучшая мужская роль второго плана в драматическом телесериале», ещё
Награды: Премия «Джемини» в номинации «Лучший звук в драматической программе или сериале»